# Darna (2022)
Mars Ravelo's Darna é uma telenovela filipina produzida e exibida pela ABS-CBN de 15 de agosto de 2022 a 10 de fevereiro de 2023. É protagonizada por Jane de Leon.

## Enredo
Em uma cidade sem esperança e corrupta atormentada por criminosos com poderes especiais, uma jovem descobre a habilidade de defender o povo usando uma pedra poderosa que a transforma na super-heroína Darna.
No cumprimento de sua missão, surgem complicações para testar sua coragem e força interior. Enquanto Darna tenta abraçar seu papel de super-heroína do povo, seus sacrifícios inspiram as pessoas comuns e despertam seu próprio herói interior.

## Elenco
Elenco principal
- Jane De Leon como Darna / Narda Custodio
- Joshua Garcia como Brian Robles / Dark Brian
- Janella Salvador como Valentina / Regina Vanguardia
- Zaijian Jaranilla como Ricardo "Ding" Custodio
- Paolo Gumabao como Noah Vallesteros

Elenco de apoio
- Rio Locsin como Roberta Ferrer-Custodio
- Richard Quan como general Borgo / Rex Vanguardia
- Simon Ibarra como prefeito Zaldy Vallesteros / Mr. X
- Levi Ignacio como doutor Rolando Villalobos
- Jeffrey Santos como PEMS Ernie Antiporda
- Eric Fructuoso como PEMS Arthur Pineda
- Kim Rodriguez como Xandra / Ishna
- Joj Agpangan como Mara Carbonell
- Viveika Ravanes como Maritess Carbonell
- Dawn Chang como Maisha Rodriguez
- Mark Manicad como Ali Corpuz
- Young JV como Andre
- Joshua Colet como Sigfried Cruz
- Kiara Takahashi como Jerma T. Chan
- Nicole Chan como Danielle Hocson
- Argel Saycon
- Abi Kaseem como Laurie Quintos
- Miggy Campbell
- Twinkle Dy
- Joko Diaz como Hergis / Klaudio
- L.A. Santos como Richard

## Exibição
| País/Região      | Emissora          | Data de estréia      | Data de final           | Título |
| ---------------- | ----------------- | -------------------- | ----------------------- | ------ |
| Filipinas        | Kapamilya Channel | 15 de agosto de 2022 | 10 de fevereiro de 2023 | Darna  |
| Filipinas        | A2Z               | 15 de agosto de 2022 | 10 de fevereiro de 2023 | Darna  |
| Filipinas        | TV5               | 15 de agosto de 2022 | 10 de fevereiro de 2023 | Darna  |
| Estados Unidos   | TFC               | agosto de 2022       | fevereiro de 2023       | Darna  |
| Canadá           | TFC               | agosto de 2022       | fevereiro de 2023       | Darna  |
| Japão            | TFC               | agosto de 2022       | fevereiro de 2023       | Darna  |
| Coreia do Sul    | TFC               | agosto de 2022       | fevereiro de 2023       | Darna  |
| Taiwan           | TFC               | agosto de 2022       | fevereiro de 2023       | Darna  |
| Hong Kong        | TFC               | agosto de 2022       | fevereiro de 2023       | Darna  |
| Malásia          | TFC               | agosto de 2022       | fevereiro de 2023       | Darna  |
| Indonésia        | TFC               | agosto de 2022       | fevereiro de 2023       | Darna  |
| Singapura        | TFC               | agosto de 2022       | fevereiro de 2023       | Darna  |
| Papua-Nova Guiné | TFC               | agosto de 2022       | fevereiro de 2023       | Darna  |
| Austrália        | TFC               | agosto de 2022       | fevereiro de 2023       | Darna  |
| Nova Zelândia    | TFC               | agosto de 2022       | fevereiro de 2023       | Darna  |
| Europa           | TFC               | agosto de 2022       | fevereiro de 2023       | Darna  |
| Médio Oriente    | TFC               | agosto de 2022       | fevereiro de 2023       | Darna  |